# Ali Dschami
Ali „jame“ Dschami (russisch Али Джами; * 23. August 1998) ist ein russischer E-Sportler in der Disziplin Counter-Strike: Global Offensive, welcher aktuell für Parivision spielt.

## Karriere
Dschami begann seine professionelle Karriere im Mai 2017 beim Team Hala Ares. Im Juli verließ er das Team in Richtung Comanche. Einen Monat später wechselte er zum Team Avangar.
2018 erreichte er beim Eleague Major: Boston 2018 den 17. Platz. Zudem erzielte er einen zweiten Platz bei der Adrenaline Cyber League 2018 und einen Halbfinaleinzug bei der Epicenter 2018.
2019 erzielte er im IEM Major: Katowice 2019 den 9.–11. Platz, während er im StarLadder Berlin Major 2019 nach einer Niederlage gegen Astralis den zweiten Platz erreichte. Überdies gewann er die DreamHack Open Rio de Janeiro 2019 und die Blast Pro Series: Moscow 2019. Für seine Leistung bei der Blast Pro Series: Moscow 2019 erhielt er von HLTV seine erste MVP-Auszeichnung.
Im nächsten Jahr gewann Dschami die Intel Extreme Masters XV - New York Online: CIS, die Flashpoint Season 2 und die DreamHack Open December 2020. Außerdem erreichte den dritten Platz bei der WePlay! Clutch Island und den vierten Rang bei der ESL One: Road to Rio - CIS.
2021 siegte er bei der cs_summit 7 und der Pinnacle Fall Series #1. Überdies beendete er die Intel Extreme Masters XV - World Championship und die Epic CIS League Spring 2021 im Finale, während er in der Intel Extreme Masters XVI - Winter das Halbfinale erreichte. Er erhielt für seine Leistung bei der cs_summit 7 seine zweite MVP-Auszeichnung. Zudem wurde er von HLTV erstmals als 10. in die Liste der zwanzig besten Spieler gewählt.
2022 begann für Dschami mit einem Sieg bei der ESL Challenger #48. Nachdem er im Oktober die ESL Challenger Rotterdam 2022 gewann, siegte er im IEM Major: Rio 2022 mit einem 2:0-Sieg gegen Heroic. Für seine Einzelleistung im Major erhielt er seine dritte MVP-Auszeichnung.
Dezember 2024 durch Beschluss der Geschäftsführung Virtus.pro aufgrund des Scheiterns bei der Perfect World Shanghai Major 2024 und anderer nicht schlüssiger Ergebnisse wurde Dschami in eine Ersatzmannschaft versetzt.
Januar 2025 wechselte er zur russischen Organisation Parivision, in der er mit seinen alten Teamkollegen Alexei «Qikert» Golubev und Dastan «Dastan» Akbaev wieder vereint war.

## Erfolge und Auszeichnungen
| Jahr    | Ort   | Turnier                                  | Das Team   | Austragungsort     | Preisgeld (USD) | Auszeichnungen |
| ------- | ----- | ---------------------------------------- | ---------- | ------------------ | --------------- | -------------- |
| 2018    | 17    | ELEAGUE Major: Boston 2018               | AVANGAR    | Atlanta und Boston | 8750            |                |
| 2018    | 2     | Adrenaline Cyber League 2018             | AVANGAR    | Moskau             | 25 000          |                |
| 2018    | 3     | EPICENTER 2018                           | AVANGAR    | Moskau             | 20 000          |                |
| 2019    | 9-12  | IEM Katowice 2019                        | AVANGAR    | Kattowitz          | 8750            |                |
| 2019    | 1     | DreamHack Open Rio de Janeiro 2019       | AVANGAR    | Rio de Janeiro     | 50 000          |                |
| 2019    | 3     | DreamHack Open Tours 2019                | AVANGAR    | Tour               | 10 000          |                |
| 2019    | 2     | StarLadder Berlin Major 2019             | AVANGAR    | Berlin             | 150 000         |                |
| 2019    | 1     | BLAST Pro Series Moscow 2019             | AVANGAR    | Москва             | 125 000         | MVP            |
| 2019    | 3     | DreamHack Open Rotterdam 2019            | AVANGAR    | Rotterdam          | 10 000          |                |
| 2020    | 1     | Flashpoint 2                             | Virtus Pro | Online             | 500 000         |                |
| 2020    | 1     | DreamHack Open December 2020             | Virtus Pro | Online             | 50 000          |                |
| 2021    | 1     | cs_summit 7                              | Virtus Pro | Online             | 100 000         | MVP            |
| 2021    | 2     | IEM Katowice 2021                        | Virtus Pro | Online             | 180 000         |                |
| 2021    | 1     | Pinnacle Fall Series #1                  | Virtus Pro | Online             | 40 000          |                |
| 2021    | 5-8   | PGL Major Stockholm 2021                 | Virtus Pro | Stockholm          | 70 000          |                |
| 2021    | 3     | IEM Winter 2021                          | Virtus Pro | Stockholm          | 20 000          |                |
| 2022    | 15-16 | PGL Major Antwerp 2022                   | Virtus Pro | Antwerpen          | 8750            |                |
| 2022    | 2     | ESL Challenger Valencia 2022             | Virtus Pro | Valencia           | 20 000          |                |
| 2022    | 1     | ESL Challenger Rotterdam 2022            | Virtus Pro | Rotterdam          | 50 000          |                |
| 2022    | 1     | IEM Rio Major 2022                       | Virtus Pro | Rio de Janeiro     | 500 000         | MVP            |
| 2023    | 1     | ESL Challenger Katowice 2023             | Virtus Pro | Kattowitz          | 50 000          |                |
| 2023    | 1     | CCT Season 1 Online Finals #2            | Virtus Pro | Online             | 100 000         |                |
| 2023    | 1     | Roobet Cup 2023                          | Virtus Pro | Online             | 150 000         |                |
| 2023    | 2     | Thunderpick World Championship 2023      | Virtus Pro | Online             | 100 000         |                |
| 2023    | 3     | ESL Challenger at DreamHack Winter 2023  | Virtus Pro | Jönköping          | 10 000          |                |
| 2023    | 2     | BetBoom Dacha 2023                       | Virtus Pro | Dubai              | 60 000          |                |
| 2023    | 1     | ESL Challenger at DreamHack Atlanta 2023 | Virtus Pro | Atlanta            | 50 000          |                |
| 2024    | 9-12  | PGL Major Copenhagen 2024                | Virtus Pro | Kopenhagen         | 20 000          |                |
| 2024    | 3     | BLAST Premier Spring Final 2024          | Virtus Pro | London             | 40 000          |                |
| 2024    | 3     | Esports World Cup 2024                   | Virtus Pro | Riad               | 85 000          |                |
| 2024    | 20-22 | Perfect World Shanghai Major 2024        | Virtus Pro | Shanghai           | 10 000          |                |
| Quelle: |       |                                          |            |                    |                 |                |